# Metropolis (Los Angeles)
Pour les articles homonymes, voir Metropolis.

Metropolis, est un complexe résidentiel et commercial composé de quatre tours dans le centre-ville de Los Angeles, en Californie. Le complexe se trouve à quelques pas du Staples Center, de LA Live et du Los Angeles Convention Center .
Le complexe Metropolis est composé d'un hôtel et de trois tours résidentielles. L'hôtel a ouvert ses portes sous le nom d'Hotel Indigo.

## Histoire
Metropolis a été initialement proposé dans les années 1980 par les promoteurs précédents. Les tours se trouvent en lieu et place d'un ancien parking. Metropolis propose 6,503 mètres carrés de zone commerciale. Metropolis Tower I abrite actuellement l'hôtel Indigo de 18 étages. La tour III culmine à 137 mètres et comprend 40 étages d'appartements. La tour IV est la plus imposante du complexe avec ses 197 mètres de haut et ses 58 étages.

## Voir également
- Liste des bâtiments les plus hauts de Los Angeles